# 深寅芥
深寅 芥（みとら あくた、本名：千葉 伸吾（ちば しんご）、Akuta Mitora、1976年7月24日 - ）は、日本の演出家。日本演出者協会（会員）。千葉県八千代市に生まれる。血液型はA型。演出家以外に俳優としても活動。
愛称は「みとら」「ちば」。

## 略歴
- 1976年、千葉県八千代市で生まれる。
- 1995年、千葉日本大学第一高等学校 卒業
- 1999年、日本大学 芸術学部 演劇学科 演技コース卒業
- 2004年、7月より劇団『空間ゼリー』で演出/俳優を担当。
- 2010年、ハロプロエッグ 演技講師 2010年度
- 2010年、バーニング養成所/ミライアクターズスクール 講師
- 2012年、株式会社ワーサル 総合プロデューサー
- 2020年、センシティブ・プロデュースと俳優契約。
- 2023年、センシティブ・プロデュースを退所。

## 来歴
2004年7月より劇団『空間ゼリー』の演出・俳優を担当。同劇団では、人間の「行動と目的」を軸とした海外思考のメソッド（マイズナーメソッド　ミツヴァエクササイズ等）をベースに、日本の古典芸能から学んだ表現技法と身体技法を融合させた演出・演技を目指す。
主に、リアリズムとドラスティックの狭間の中から「劇的な日常」を具現化する事を心がけている。
現在、都内にてワークショップを行なっている。

## 主な上演作品年表

### 演劇
- 2008年5月　ジェットラグプロデュース公演「誰ソ彼」作：又吉直樹　（会場：シアターサンモール）作：又吉直樹
- 2008年6月　空間ゼリーvol.9「私、わからぬ」（会場：赤坂レッドシアター）
- 2008年8月　空間ゼリーvol.10「Ido Iwant」（会場：新宿サンモールスタジオ）
- 2008年11月　アップフロントプロデュース「猫目倶楽部」（会場：池袋シアターグリーンBIGTREE）
- 2008年12月　キティーフィルムプロデュース「空間ゼリーの夏の夜の夢」（会場：東京芸術劇場小ホール2）
- 2009年7月　アップフロントプロデュース「猫目倶楽部2」（会場：池袋シアターグリーンBIGTREE）
- 2009年7月　アップフロントプロデュース「UNO：R」（会場：池袋シアターグリーンBIGTREE）
- 2009年8月　空間ゼリーvol.11「暗ポップ」（会場：赤坂レッドシアター）
- 2009年11月　TBS主催「恋するハローキティ」（会場：青山円形劇場）
- 2010年1月　劇団ヘラクレス「戦国SHINOBI」（会場：高円寺）
- 2010年3月　劇団たいしゅう小説家 presents 空間ゼリー Ese「僕達だけで大丈夫！」（会場：MAKOTOシアター）
- 2010年3月　ワーサルシアタープロデュース「時間創造部」（会場：ワーサルシアター）
- 2010年5月（出演）大人の麦茶十七杯目公演「タイガーブリージング」（会場：紀伊国屋ホール）
- 2010年6月（演出補助）BS-TBS開局10周年企画「ファッショナブル」（会場：ル・テアトル銀座・シアターBRAVA!）
- 2010年6月・7月・8月　「僕たちだけで大丈夫 〜若草の首飾り〜」（会場：目黒食堂）
- 2010年7月　劇団ヘラクレス「霧ケ島の春」（会場：八幡山ワーサルシアター）
- 2010年8月　川添美和一人芝居「ラプンツェルの聴き耳」（会場：シアターアキラ）
- 2010年9月　清水那保一人芝居「〜曇天少年/共震少女〜」（会場：シアターアキラ）
- 2010年9月　ワーサルシアタープロデュース「つぶやくGirl's」（会場：八幡山ワーサルシアター）
- 2010年10月　ハロプロエッグ 女優宣言（会場：時事通信ホール）
- 2010年11月　空間ゼリーvol.12「今がいつかになる前に」（会場：池袋シアターグリーンBIGTREE）[2]
- 2011年1月つんく♂THEATER第九弾「〜めちゃモテ劇場〜」（会場：六行会ホール）
- 2011年8月　日本演出者協会主催事業フェニックスプロジェクトvol.3「みんなと雨ふり」（会場：笹塚ファクトリー）[3]
- 2011年12月　文化庁支援事業演劇大学in千葉
- 2012年3月　日本演出者協会主催事業日本の近代戯曲研修セミナーin東京 三好十郎戯曲を読む！「女体」（会場：下北沢劇小劇場）
- 2012年8月（総合プロデューサー）日本演出者協会主催事業フェニックスプロジェクトvol.5「新宿でつながろう東北」（新宿芸能花伝舎）[4]
- 2012年8月　演出家・俳優養成セミナー2012演劇大学in千葉「夏の冒険！シェイクスピアとなかよくなろう！！！」（会場：八千代台東南公共センター）
- 2012年9月（演出助手）「コーパス・クリスティ 聖骸」（会場：青山円形劇場）
- 2012年9月（演出助手）日本演出者協会主催事業日本の近代戯曲研修セミナーin東京 菊田 一夫菊谷 榮戯曲を読む！「花咲く港」（会場：新宿芸能花伝舎）
- 2012年12月（演出）文化庁支援事業国際演劇協会主催　紛争地域から生まれた演劇シリーズ４リーディング＆レクチャー「ほとりで」（会場：東京芸術劇場アトリエイースト）
- 2013年1月　劇団エリザベス第五回本公演「【舞台版】絶体絶命都市-世界の終わりとボーイミーツガール-」（会場：G/Pit・八幡山ワーサルシアター・in→dependent theatre 1st）
- 2013年8月　舞台ドリームクラブ　ラゾーナ川崎プラザソル
- 2014年8月　劇団エリザベス「マザー４」
- 2014年11月　内田康夫原作「靖国への帰還」滝野川ホール
- 2015年3月　北区ミステリー文学賞　「友情が見つからない」北とぴあ
- 2015年4月　劇団エリザベス「サヨナラワーク」スタジオネリム
- 2015年5月　ネリムプロデュース「劇場版　サヨナラワーク」池袋シアターグリーンBOXinBOXTheater
- 2016年1月　ネリムプロデュース「舞台　DMLC -デスマッチラブコメ-」アトリエ第七秘密基地
- 2017年3月　舞台ドリームクラブ　築地ﾌﾞﾃﾞｨｽﾄﾎｰﾙ
- 2019年1月　TBSスパークル主催舞台｢女生徒｣@OFFOFFｼｱﾀｰ ﾗｲﾝﾌﾟﾛﾃﾞｭｰｻｰ･演出助手:深寅芥
- 2019年7月　TBSスパークル主催舞台｢その場忍びの茨城ｽｯﾊﾟｰｽﾞ｣ﾗｲﾝﾌﾟﾛﾃﾞｭｰｻｰ･演出助手:深寅芥